# تشرسوسيمو
تشرسوسيمو (بالإيطالية: Cersosimo)‏ هي بلدية في مقاطعة بوتنسا في إقليم بازيليكاتا الإيطالي.

## السكان
في سنة 1861 بلغ عدد السكان 1٬008 نسمة، وتطور العدد ليصل في سنة 2011 لـ 718 نسمة.
يظهر هذا المخطط البياني تطور النمو السكاني لـ تشرسوسيمو